# Heinrich Hartmann (Politiker, 1830)
Christian Heinrich Hartmann (* 3. März 1830 in Tschirma; † 2. November 1917 ebenda) war ein deutscher begüterter Einwohner und Politiker.

## Leben
Hartmann war der Sohn des begüterten Einwohners und Gerichtsschöppen Johann Michael Hartmann in Tschirma und dessen Ehefrau Johanne Sophie geborene Schäller aus Tschirma. Er war evangelisch-lutherischer Konfession und heiratete am 26. April 1857 in Tschirna Friederike Matthes (* 8. April 1838 in Groschwitz; † 17. Oktober 1917 in Tschirna), die uneheliche Tochter der Christiane Schader (später verheiratete Forbrig) in Groschwitz.
Hartmann lebte als begüterter Einwohner in Tschirma. Dort war er 1870 bis 1906 Gemeindevorsteher und 1875 bis 1913 Standesbeamter. Vom 4. April 1888 bis zum 11. November 1899 war er Abgeordneter im Greizer Landtag.